# 許啟洪
許啟洪（16世紀—1650年11月28日），字任宇，南直隸常州府宜興縣人，明朝、南明政治人物。

## 生平
許啟洪胸懷坦蕩而才智過人，天啟四年（1624年）中舉人，次年（1625年）中會試副榜，授遂昌知縣，編冊時讓人民自便，因府差擾害改用縣差查核，不久福建流寇佔據西鄉，他請求上級檄令主事熊人霖、推官陳子龍剿撫，餘暇就和諸生談論詩文，秩滿後在十六年（1643年）陞欽州知州。於欽州期間，他為政正直嚴峻，深明於大體，能在催科中安撫百姓，請求寬免舊欠賦稅，並禁止差役、書吏胡亂興訟，抵抗草寇李文龍攻城，三年後陞惠州知府，欽州人民都遠走廣州向高官請求：「願借許君一年。」
南明時，許啟洪擢官廣東提學副使，永曆年間獲堵胤錫推薦任廣西巡撫，三年（1649年）跟隨堵胤錫和衡永郴寶撫治馬光、巡按衡永御史藍亭同行，次年（1650年）桂林失陷，永曆帝西奔，他和尚書元燁、侍郎丁朝棟、江振鵬、將軍李當瑞、總兵胡祖虞、羊明節等十六人在泗城瀨灘村遇害，欽州人在城內對陽坊建祠祭祀，有《杜門集》流傳。

## 引用
1. 1 2  錢海岳《南明史·卷六十三·列傳第三十九》：（永曆） 三年八月，瞿式耜以全州思（馬）光故功，疏薦以僉都御史撫治衡永郴寶，賜尚方劍便宜行事，與副都御史賜劍巡撫廣西許啟洪、御史巡按衡永藍亭，從堵胤錫同行。……啟洪，字任宇，宜興人。天啟四年舉於鄉。授遂昌知縣，府差擾害，申請各撥縣役聽差，村落不擾。閩寇西鄉，請命熊人霖、陳子龍日夜剿撫得靖。遷欽州知州，嚴戢胥吏，課士有方。西寇李文龍攻城，卻之。歷惠州知府、廣西【廣東】督學副使，政明大體，人不敢干以私。胤錫薦擢。桂林陷，不屈死。
2. ↑  光緒《遂昌縣志·卷六》：許啟洪 字任宇，南直宜興人，崇禎舉人，襟懷磊落，才智過人，值造編冊，聽民自相朋便，以府差擾害情不用府差用縣差，村落無擾，民甚便之。值閩寇據西鄉，又請大吏檄主政熊人霖、司理陳子龍同辦賊勦撫得宜，暇與諸生談文詠詩，如行所無事，秩滿陞欽州知州，入《通志》。
3. ↑  同治《臨川縣志·卷四十四·忠義》：丁朝棟，字潤生，號雲礎，弱冠舉萬厯戊午鄉薦……庚寅桂王西奔，朝棟與同官十六人遇害於泗城瀨灘村……
4. ↑  錢海岳《南明史·卷三·本紀第三》：（永曆四年）十一月乙卯，……尚書于元燁、侍郎丁朝棟、江振鵬，巡撫許啟洪，將軍李當瑞，總兵胡祖虞、羊明節等死之……
5. ↑  嘉慶《重刊宜興縣舊志·卷八·人物》：許啟洪，字任宇，天啟四年舉人，官欽州知州，以堵允錫薦累官副都御史、巡撫廣西，寇至城陷，守節不屈死。 節瞿笠洲文集
6. ↑  道光《欽州志·卷八·宦績志》：許啟洪，字任宇，宜興人舉人，崇禎十五年由遂昌知縣陞知欽州，直諒嚴峻、明於大體，人不敢干以私，寓撫字於催科，力請蠲免舊逋，禁差役、嚴書吏，庶幾無訟之風；政暇多吟詠講學誨人後，後陞惠州知府，尋陞廣東提學副使，欽人祠祀於城內對陽坊，有《杜門集》行世。 同上（舊志）
7. ↑  道光《廉州府志·卷十八·宦績》：許啟洪，字任宇，江南宜興舉人，崇禎十五年由遂昌令陞欽州牧，秉性峻潔，禁差役、嚴胥吏，餘暇多吟詠講學誨士，擢惠州守，尋陞廣東提學副使，欽人祠祀於對陽坊。
8. ↑  道光《廉州府志·卷二十四·藝文二》：《許公生祠碑記》 明 經厯 呂拱第 昔子產沒，仲尼聞之流涕，曰：「古之遺愛也，千古下誰其嗣之？」惟我欽守許公其庶焉。公以癸未蒞任，嚴峻有風力，治衙蠧、鋤豪強，凜乎其不可犯，三載政教大行，民愛之如父母，僉日：「是豈弟君子也。」績成註上，考擢惠州守，欽之父老子弟不憚二千里，走羊城告上官曰：「願借許君一年。」尋擢廣東提學副使，百姓慕之，南人信服之，不啻司馬公之居洛也。迨後搆患難，而其孤忠亮節直亘天日，會公仲弟中丞公祺洪督師來欽，公垂涕曰：「欽民亦吾赤子也，慎母妄殺。」故全活無算，欽人思之，為卜地於對陽坊建祠以祀。公諱啟洪，字任宇，江南宜興人，天啟甲子舉人，乙丑副榜。